# Gamma (lettera)
Gamma (maiuscolo Γ, minuscolo γ; in greco: γάμμα; in latino: gamma) è  la terza lettera dell'alfabeto greco.

## Pronuncia
Nel greco moderno, è una fricativa velare sonora /ɣ/ davanti a [a ɔ u], mentre è una fricativa palatale sonora /ʝ/ davanti a [i ɛ].
Nel greco antico, è una occlusiva velare sonora, tranne quando precede un'altra gutturale: nel qual caso prende il nome di gamma nasale e trascrive appunto la nasale velare /ŋ/, che si pronuncia come la n italiana di anca, angolo; ciò accade, ad esempio, nei verbi ἀγγέλλω (anghèllō) o τυγχάνω (tünchàno), che significano rispettivamente annunciare e incontrare. La pronuncia normale si ha per esempio nella parola γυνή (günḕ), il cui significato è donna. Il gamma nasale era una caratteristica peculiare dell'alfabeto ionico, che fu introdotto ad Atene nel 403/402 a.C., sotto l'arcontato di Euclide.

## Storia
La lettera deriva da quella fenicia ghimel (), e ha dato origine alle lettere cirilliche ghe (Г) e ghe (Ґ). L'etrusco la aveva ripresa per indicare il suono k, da cui deriva la lettera C dell'alfabeto latino (che, in origine, trascriveva sia g e sia k); fu il console Spurio Carvilio Ruga, nel III secolo a.C., a modificarla creando la moderna G.
L'antica lettera digamma (), chiamato anche wau (si pronunciava infatti /w/) e in seguito scomparso, prese in seguito il nome da questa lettera perché la sua forma ricorda due gamma (di-gamma, appunto) sovrapposti.

## Utilizzi
La lettera gamma può avere anche altri significati.

### Numero
Nel sistema numerico dei Greci di età ellenistica è il segno usato per esprimere il numero 3 (se con apice in alto a destra), per il numero 3.000 (se con apice in basso a sinistra), e ancora per il numero 30.000 (se con la dieresi). Tuttavia, per quanto concerne questo caso ultimo, nei papiri si può trovare il numero anche con una lineetta orizzontale al di sopra della lettera.

### Musica
Nella notazione vocale della musica greca antica, in forma maiuscola, indica la nota Fa dell'ottava centrale, con l'aggiunta di un apex, la stessa nota con una ottava più in alto.

### Nel linguaggio
- Il termine italiano gamma può indicare una serie di opzioni come, per esempio, un'ampia gamma di modelli.

### Nella matematica
- La funzione gamma (indicata con Γ) è una funzione relativa ai fattoriali nota come "Gamma di Eulero".
- La lettera minuscola γ è invece utilizzata per la costante di Eulero-Mascheroni.

### Nella fisica
- I raggi gamma sono una radiazione elettromagnetica di elevatissima frequenza.
- Le gamma di Dirac sono le matrici presenti nell'equazione di Paul Dirac.
- In relatività, la lettera gamma rappresenta il fattore di Lorentz, necessario nella trasformazione delle misure di tempo, lunghezza e massa tra diversi sistemi di riferimento.
- Talvolta la lettera minuscola γ si utilizza per indicare il microgrammo.
- Nella termodinamica il simbolo γ rappresenta il coefficiente di attività di un composto in miscela.
- Spesso γ (o k) indica il coefficiente di dilatazione adiabatica.
- È utilizzata, nella sua forma maiuscola, per indicare la grandezza circuitazione (Γ) di un campo.

### In informatica e televisione
- Gamma indica, nei monitor CRT, l'esponente della curva che mette in relazione la luminanza emessa con la luminosità percepita.

### Nella finanza
- Gamma è un parametro delle opzioni.

### Nelle costruzioni navali
- La lettera γ indica il peso specifico di un materiale, di un liquido o di un gas. Solitamente viene utilizzato nei calcoli teorici della immersione dello scafo o per la portata per un container.

### In medicina
Sì usa la lettera gamma per indicare i microgrammi nella somministrazione di farmaci. Viene usato per calcolare una dose specifica per ogni paziente tenendo conto del suo peso.